# Nikolaj Bredahl Jacobsen

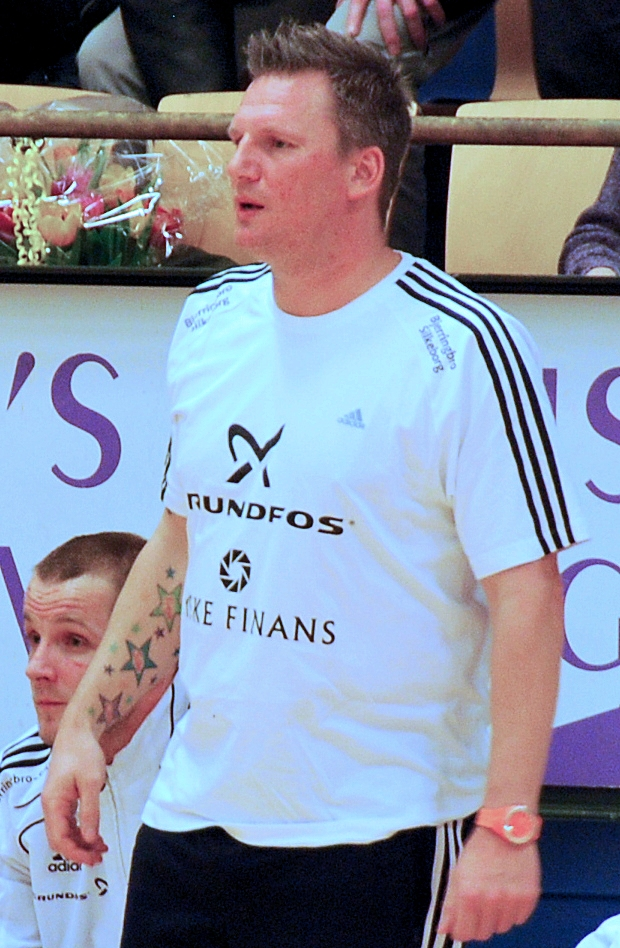
Nikolaj Bredahl Jacobsen i Bjerringbro-Silkeborg, 2011.

Nikolaj Bredahl Jacobsen, född 22 november 1971 i Viborg, är en dansk handbollstränare och före detta handbollsspelare, vänstersexa. Han utsågs till Världens bästa handbollscoach på herrsidan 2021 av IHF.
Jacobsens första uppdrag som huvudtränare var i danska Aalborg Håndbold. Redan första säsongen, 2012/2013, slutade med att laget blev danska mästare efter att ha slagit KIF Kolding Köpenhamn i finalen. I laget fanns bland andra Johan Sjöstrand och Johan Jakobsson. 2014 lämnade han klubben för att ta över det tyska stjärnlaget Rhein-Neckar Löwen. Säsongen 2015/2016 blev han den första danska tränaren att vinna tyska Bundesliga. Det var också klubbens första ligatitel någonsin. Året efter lyckades man dessutom upprepa bedriften.
I mars 2017 ersatte Jacobsen Guðmundur Guðmundsson som förbundskapten för Danmarks herrlandslag, samtidigt som han fortsatte som klubblagstränare. Vid VM 2019 i Danmark/Tyskland ledde han Danmark till deras första VM-guld genom tiderna, efter finalseger mot Norge.

## Klubbar

### Som spelare
- GOG Håndbold (1984–1997)
- TSV Bayer Dormagen (1997–1998)
- THW Kiel (1998–2004)
- Viborg HK (2004–2007)
- Bjerringbro-Silkeborg (2009)

### Som tränare
- Viborg HK (2004–2007, assisterande)
- Bjerringbro-Silkeborg (2007–2011, assisterande)
- Aalborg Håndbold (2012–2014)
- Rhein-Neckar Löwen (2014–2019)
- Danmarks herrlandslag (2017–)

## Meriter

### Som spelare
- EHF-cupmästare 2002 och 2004 med THW Kiel
- Tysk mästare 1999, 2000 och 2002 med THW Kiel
- Tysk cupmästare 1999 och 2000 med THW Kiel
- Dansk mästare 1992, 1995 och 1996 med GOG Håndbold

### Som tränare
- Dansk mästare 2013 med Aalborg Håndbold
- Tysk mästare 2016 och 2017 med Rhein-Neckar Löwen
- Tysk cupmästare 2018 med Rhein-Neckar Löwen
- VM-guld 2019 i Danmark/Tyskland med Danmarks herrlandslag
- VM-guld 2021 i Egypten med Danmarks herrlandslag
- OS-silver 2020 i Tokyo med Danmarks herrlandslag
- EM-brons 2022 i Ungern/Slovakien med Danmarks herrlandslag
- OS-guld 2024 i Paris med Danmarks herrlandslag